# Minsk-Arena Ice Star de 2017
Minsk-Arena Ice Star de 2017 foi a sexta edição do Ice Star, um evento anual de patinação artística no gelo, e que fez parte do Challenger Series de 2017–18. A competição foi disputada entre os dias 26 de outubro e 29 de outubro, na cidade de Minsk, Bielorrússia.

## Eventos
- Individual masculino
- Individual feminino
- Duplas
- Dança no gelo

## Medalhistas
| Evento                        | Ouro                                             | Prata                                          | Bronze                                          |
| Sênior (Challenger Series)    |                                                  |                                                |                                                 |
| Individual masculino detalhes | Sergei Voronov · Rússia                          | Moris Kvitelashvili · Geórgia                  | Daniel Samohin · Israel                         |
| Individual feminino detalhes  | Elizabet Tursynbayeva · Cazaquistão              | Serafima Sakhanovich · Rússia                  | An So-hyun · Coreia do Sul                      |
| Duplas detalhes               | Aleksandra Boikova · Dmitrii Kozlovskii · Rússia | Annika Hocke · Ruben Blommaert · Alemanha      | Paige Conners · Evgeni Krasnopolski · Israel    |
| Dança no gelo detalhes        | Anna Cappellini · Luca Lanotte · Itália          | Tiffany Zahorski · Jonathan Guerreiro · Rússia | Victoria Sinitsina · Nikita Katsalapov · Rússia |
| Júnior                        |                                                  |                                                |                                                 |
| Individual masculino          | Vladimir Samoylov · Rússia                       | Irakli Maysuradze · Geórgia                    | Artem Zotov · Rússia                            |
| Individual feminino           | Anna Tarusina · Rússia                           | Ksenia Pankova · Rússia                        | Viktoria Vasilieva · Rússia                     |
| Dança no gelo                 | Sofia Shevchenko · Igor Eremenko · Rússia        | Shira Ichilov · Vadim Davidovich · Israel      | Angelina Lazareva · Maksim Prokofiev · Rússia   |
| Noviço avançado               |                                                  |                                                |                                                 |
| Individual masculino          | Yelissey Volkov · Cazaquistão                    | Andrey Mikhalchuk · Bielorrússia               | Daniels Kochkers · Letônia                      |
| Individual feminino           | Varvara Kisel · Rússia                           | Yu Seung-been · Coreia do Sul                  | Sofia Chaplygina · Rússia                       |
| Dança no gelo                 | Yulia Alieva · Mikhail Kaigorodtsev · Rússia     | Tamara Zhukova · Artur Biktimirov · Rússia     | Anastasia Burkina · Nikita Vitryanuk · Rússia   |

## Resultados

### Sênior

#### Individual masculino
| Pos.              | Nome                | Nacionalidade    | Pontos | PC         | PL          |
| ----------------- | ------------------- | ---------------- | ------ | ---------- | ----------- |
| Medalha de ouro   | Sergei Voronov      | Rússia           | 250.10 | 78.75 (1)  | 171.35 (1)  |
| Medalha de prata  | Moris Kvitelashvili | Geórgia          | 227.31 | 78.28 (2)  | 149.03 (3)  |
| Medalha de bronze | Daniel Samohin      | Israel           | 219.75 | 72.76 (6)  | 146.99 (4)  |
| 4                 | Ivan Righini        | Itália           | 219.61 | 67.39 (10) | 152.22 (2)  |
| 5                 | Makar Ignatov       | Rússia           | 216.33 | 71.68 (7)  | 144.65 (5)  |
| 6                 | Oleksii Bychenko    | Israel           | 211.21 | 76.01 (4)  | 135.20 (7)  |
| 7                 | Ivan Pavlov         | Ucrânia          | 210.89 | 76.31 (3)  | 134.58 (8)  |
| 8                 | Maurizio Zandron    | Itália           | 205.03 | 74.19 (5)  | 130.84 (9)  |
| 9                 | Anton Shulepov      | Rússia           | 204.53 | 68.84 (8)  | 135.69 (6)  |
| 10                | Peter Liebers       | Alemanha         | 196.59 | 67.79 (9)  | 128.80 (11) |
| 11                | Jiří Bělohradský    | República Tcheca | 190.04 | 59.32 (12) | 130.72 (10) |
| 12                | Matyáš Bělohradský  | República Tcheca | 181.73 | 58.60 (14) | 123.13 (12) |
| 13                | Ihor Reznichenko    | Polônia          | 174.58 | 58.88 (13) | 115.70 (13) |
| 14                | Yakau Zenko         | Bielorrússia     | 169.95 | 60.35 (11) | 109.60 (14) |
| 15                | Anton Karpuk        | Bielorrússia     | 163.03 | 54.86 (15) | 108.17 (15) |
| 16                | Byun Se-jong        | Coreia do Sul    | 153.62 | 49.90 (16) | 103.72 (16) |
| 17                | Davide Lewton Brain | Mônaco           | 126.74 | 40.70 (17) | 86.04 (17)  |

#### Individual feminino
| Pos.              | Nome                      | Nacionalidade    | Pontos | PC         | PL         |
| ----------------- | ------------------------- | ---------------- | ------ | ---------- | ---------- |
| Medalha de ouro   | Elizabet Tursynbayeva     | Cazaquistão      | 187.57 | 60.62 (3)  | 126.95 (1) |
| Medalha de prata  | Serafima Sakhanovich      | Rússia           | 174.49 | 60.63 (2)  | 113.86 (2) |
| Medalha de bronze | An So-hyun                | Coreia do Sul    | 169.22 | 60.75 (1)  | 108.47 (3) |
| 4                 | Anastasia Gracheva        | Rússia           | 162.59 | 56.03 (6)  | 106.56 (4) |
| 5                 | Nicole Schott             | Alemanha         | 161.62 | 57.70 (4)  | 103.92 (5) |
| 6                 | Anna Khnychenkova         | Ucrânia          | 157.09 | 57.44 (5)  | 99.65 (7)  |
| 7                 | Kim Ha-nul                | Coreia do Sul    | 153.50 | 51.91 (8)  | 101.59 (6) |
| 8                 | Anita Östlund             | Suécia           | 150.31 | 54.59 (7)  | 95.72 (8)  |
| 9                 | Lutricia Bock             | Alemanha         | 135.88 | 46.37 (14) | 89.51 (9)  |
| 10                | Elžbieta Kropa            | Lituânia         | 133.88 | 48.65 (10) | 85.23 (10) |
| 11                | Eliška Březinová          | República Tcheca | 127.77 | 51.63 (9)  | 76.14 (14) |
| 12                | Michaela Lucie Hanzlíková | República Tcheca | 127.27 | 46.41 (12) | 80.86 (11) |
| 13                | Greta Morkytė             | Lituânia         | 126.12 | 46.37 (13) | 79.75 (12) |
| 14                | Yoonmi Lehmann            | Suíça            | 124.81 | 48.37 (11) | 76.44 (13) |
| 15                | Johanna Allik             | Estônia          | 107.21 | 39.97 (15) | 67.24 (16) |
| 16                | Angelīna Kučvaļska        | Letônia          | 107.20 | 38.46 (16) | 68.74 (15) |
| 17                | Hanna Paroshyna           | Bielorrússia     | 97.85  | 35.36 (17) | 62.49 (17) |
| 18                | Maryia Saldakayeva        | Bielorrússia     | 92.04  | 33.94 (18) | 58.10 (18) |
| 19                | Katsiarina Pakhamovich    | Bielorrússia     | 66.97  | 24.85 (19) | 42.12 (20) |
| 20                | Tatsiana Chornaya         | Bielorrússia     | 66.38  | 23.32 (20) | 43.06 (19) |

#### Duplas
| Pos.              | Nome                                    | Nacionalidade | Pontos | DC        | DL         |
| ----------------- | --------------------------------------- | ------------- | ------ | --------- | ---------- |
| Medalha de ouro   | Aleksandra Boikova / Dmitrii Kozlovskii | Rússia        | 191.58 | 64.46 (1) | 127.12 (1) |
| Medalha de prata  | Annika Hocke / Ruben Blommaert          | Alemanha      | 172.64 | 59.58 (2) | 113.06 (2) |
| Medalha de bronze | Paige Conners / Evgeni Krasnopolski     | Israel        | 153.98 | 51.86 (4) | 102.12 (3) |
| 4                 | Minerva Fabienne Hase / Nolan Seegert   | Alemanha      | 153.16 | 55.38 (3) | 97.78 (4)  |
| 5                 | Alina Ustimkina / Nikita Volodin        | Rússia        | 136.96 | 50.26 (5) | 86.70 (5)  |
| 6                 | Ioulia Chtchetinina / Mikhail Akulov    | Suíça         | 124.28 | 41.48 (6) | 82.80 (6)  |

#### Dança no gelo
| Pos.              | Nome                                   | Nacionalidade | Pontos | DC         | DL         |
| ----------------- | -------------------------------------- | ------------- | ------ | ---------- | ---------- |
| Medalha de ouro   | Anna Cappellini / Luca Lanotte         | Itália        | 183.49 | 74.00 (1)  | 109.49 (1) |
| Medalha de prata  | Tiffany Zahorski / Jonathan Guerreiro  | Rússia        | 169.81 | 67.99 (2)  | 101.82 (2) |
| Medalha de bronze | Victoria Sinitsina / Nikita Katsalapov | Rússia        | 165.30 | 63.81 (3)  | 101.49 (3) |
| 4                 | Oleksandra Nazarova / Maksym Nikitin   | Ucrânia       | 156.21 | 63.32 (4)  | 92.89 (4)  |
| 5                 | Yura Min / Alexander Gamelin           | Coreia do Sul | 152.00 | 61.97 (5)  | 90.03 (5)  |
| 6                 | Katharina Müller / Tim Dieck           | Alemanha      | 138.96 | 55.62 (6)  | 83.34 (7)  |
| 7                 | Anna Yanovskaya / Ádám Lukács          | Hungria       | 138.64 | 55.43 (7)  | 83.21 (8)  |
| 8                 | Shari Koch / Christian Nüchtern        | Alemanha      | 135.52 | 51.68 (11) | 83.84 (6)  |
| 9                 | Justyna Plutowska / Jeremie Flemin     | Polônia       | 129.80 | 52.39 (10) | 77.41 (9)  |
| 10                | Jennifer Urban / Benjamin Steffan      | Alemanha      | 128.43 | 52.71 (9)  | 75.72 (11) |
| 11                | Vlada Solovieva / Yuri Vlasenko        | Rússia        | 123.33 | 46.60 (12) | 76.73 (10) |
| 12                | Anna Kublikova / Yuri Hulitski         | Bielorrússia  | 119.16 | 46.31 (13) | 72.85 (12) |
| 13                | Adel Tankova / Ronald Zilberberg       | Israel        | 112.45 | 45.11 (14) | 67.34 (13) |
| WD                | Viktoria Kavaliova / Yurii Bieliaiev   | Bielorrússia  | —      | 55.42 (8)  | — (WD)     |

## Quadro de medalhas
Sênior
| Ordem | País          | Medalha de ouro | Medalha de prata | Medalha de bronze |    | Ordem por total |
| ----- | ------------- | --------------- | ---------------- | ----------------- | -- | --------------- |
| 1     | Rússia        | 2               | 2                | 1                 | 5  | 1               |
| 2     | Cazaquistão   | 1               |                  |                   | 1  | 3               |
| 2     | Itália        | 1               |                  |                   | 1  | 3               |
| 4     | Alemanha      |                 | 1                |                   | 1  | 3               |
| 4     | Geórgia       |                 | 1                |                   | 1  | 3               |
| 6     | Israel        |                 |                  | 2                 | 2  | 2               |
| 7     | Coreia do Sul |                 |                  | 1                 | 1  | 3               |
| TOTAL | TOTAL         | 4               | 4                | 4                 | 12 | —               |

Geral
| Ordem | País          | Medalha de ouro | Medalha de prata | Medalha de bronze |    | Ordem por total |
| ----- | ------------- | --------------- | ---------------- | ----------------- | -- | --------------- |
| 1     | Rússia        | 7               | 4                | 6                 | 17 | 1               |
| 2     | Cazaquistão   | 2               |                  |                   | 2  | 3               |
| 3     | Itália        | 1               |                  |                   | 1  | 6               |
| 4     | Geórgia       |                 | 2                |                   | 2  | 3               |
| 5     | Israel        |                 | 1                | 2                 | 3  | 2               |
| 6     | Coreia do Sul |                 | 1                | 1                 | 2  | 3               |
| 7     | Alemanha      |                 | 1                |                   | 1  | 6               |
| 7     | Bielorrússia  |                 | 1                |                   | 1  | 6               |
| 9     | Letônia       |                 |                  | 1                 | 1  | 6               |
| TOTAL | TOTAL         | 10              | 10               | 10                | 30 | —               |